# Leptodactylus wagneri
Leptodactylus wagneri är en groddjursart som först beskrevs av Peters 1862.  Leptodactylus wagneri ingår i släktet Leptodactylus och familjen tandpaddor. IUCN kategoriserar arten globalt som livskraftig. Inga underarter finns listade i Catalogue of Life.